# Barackosaurus
"Barackosaurus", también llamado Amphicoelias brontodiplodocus, es el nombre informal dado en 2010 a un dinosaurio, posiblemente un saurópodo. Sus restos fueron encontrados en rocas atribuidas al piso Kimmeridgiense del Jurásico superior, en una cantera llamada Dana Quarry, localizada en Wyoming, en Estados Unidos. Se ha estimado que media 20 metros de largo y pesaba 20 toneladas. En 2010, Henry Galiano y Raimund Albersdorfer pusieron a disposición un artículo, pero no lo publicaron formalmente, en el que denominaron a los especímenes de Dana Quarry, que ya se habían denominado "Barackosaurus", como "Amphicoelias brontodiplodocus". El nombre específico se refería a su hipótesis basada en estos especímenes de que casi todas las especies de diplodócidos de Morrison son etapas de crecimiento o representan dimorfismo sexual entre los miembros del género Amphicoelias, pero este análisis fue recibido con escepticismo y la publicación en sí misma ha sido rechazada por su autor principal, explicando que es "obviamente un manuscrito redactado completo con errores tipográficos, etc., y no un artículo final. De hecho, no se ha intentado imprimir ni distribuir". A partir de 2015, ahora están en exhibición en el Museo de Historia Natural Lee Kong Chian en Singapur.